# 曾茂朝
曾茂朝（1932年—2024年3月4日），男，广东潮阳人，中国计算机科学家，曾任中国科学院计算技术研究所所长、研究员，联想集团董事长，中国计算机学会副理事长，第八届全国人大代表。